# Литл Ривер (Канзас)
Литл Ривер (енгл. Little River) град је у америчкој савезној држави Канзас.

## Демографија
По попису из 2010. године број становника је 557, што је 21 (3,9%) становника више него 2000. године.
| Група             | 2000.       | 2010.       |
| Белци             | 518 (96,6%) | 543 (97,5%) |
| Афроамериканци    | 0 (0,0%)    | 0 (0,0%)    |
| Азијати           | 0 (0,0%)    | 0 (0,0%)    |
| Хиспаноамериканци | 7 (1,3%)    | 9 (1,6%)    |
| Укупно            | 536         | 557         |